# 1-ша армія (Франція)
1-ша а́рмія Франції (фр. 1re Armée) — військове об'єднання армії Франції. Заснована у серпні 1914 року. Брала активну участь у Першій та Другій світових війнах.

## Історія
1-ша французька армія була сформована 2 серпня 1914 року відповідно до французького плану війни XVII під командуванням генерала О. Дюбай. До її складу входили 7-й, 8-й, 13-й, 14-й та 21-й армійські корпуси, а також дві дивізії кінноти та резерву піхотну дивізію. Штаб-квартира армії розміщувалась у місті Епіналь, її частини займали оборонні рубежі від Бельфора до Мірекур-Люневіль.
З серпня 1914 року 1-ша армія, разом з 2-ю армією взяла участь у вторгненні в Лотарингії, й наступала на добре захищений німецький оборонний комплекс у Саррбурі. Командувач німецької 6-ї армії Рупрехт Баварський зі своїми військами протистояв спробам французів захопити Ельзас та Лотарингію, та чинив запеклий опір просуванню французької армії. Не маючи переваги в силах, він вправним маневром зімітував відступ, а потім раптово контратакував противника. 20 серпня 6-та армія перейшла в наступ на широкому фронті, змусивши французькі війська відступити назад.
Надалі армія брала найактивнішу участь у безлічі битв на Західному фронті, билася на Соммі, біля Пашендейле, при Ам'єні. Після закінчення війни розформована.
2 вересня 1939 року армія знов активована під командуванням генерала Ж.Бланшара. З травня 1940 брала активну участь у битві за Францію. З початком вторгнення німецького Вермахту, її війська разом з іншими формуваннями союзників вирушили на північ до Бельгії та Нідерландів. У наслідок ризикованого, але сміливого маневру за задумом операції генерала Е.фон Манштейна, союзні війська потрапили у пастку на заході Бельгії та узбережжі Франції. Катастрофа англо-французьких військ закінчилася евакуацією з Дюнкерка. 1-ша армія билася під Ліллем, де врешті-решт була розгромлена німцями, намагаючись виграти час для врятування максимальної кількості військ з плацдарму. Своєю мужністю французи протистояли ударному угрупованню з 4-ї, 5-ї, 7-ї танкових дивізій Вермахту. Військам генерала Бланшара вдалося навіть захопити в полон командира 253-ї піхотної дивізії генерал-майора Ф.Кюне. За підрахунками істориків триденна битва за плацдарм ціною розгрому 1-ї армії допомогла британцям та французам врятувати щонайменше 100 000 вояків з Дюнкерка.
Формально 1-ша армія припинила існування, капітулювавши 29 травня 1940 року, тільки невеличка кількість її бійців врятувалася кораблями до Британії.
Втретє 1-ша французька армія сформована влітку 1944 року, як армія «B», під командуванням генерала Жана де Тассіньї в період підготовки до висадки морського десанту на південне узбережжя Франції. З 25 вересня 1944 року їй присвоєне найменування «1-ша». Об'єднання французьких військ брало участь у визволенні Марселя, Тулона, Ліону, а згодом увійшло до складу 6-ї групи армій США, також відомої, як «Південна група військ союзників», та билося у східній частині Батьківщини, визволяючи землі поблизу Швейцарії, Вогези. До її складу входили I-й та II-й корпуси. У боях під Бюрно-ле-Ба французька армія знищила німецький 4-й авіапольовий корпус Люфтваффе.
У січні 1945 армія брала участь в операції «Нордвінд», протистояла останній спробі наступати німецьким військам на Західному фронті. У лютому 1-ша армія у взаємодії з 21-м армійським корпусом США вела бої проти німецького угруповання, яке потрапило в котел поблизу Кольмара.
Пізніше її війська прорвали лінію Зігфрида біля Лотербура та продовжили наступ, просуваючись територією Німецького рейху. Біля міста Шпаєр французькі війська форсували Рейн та опанували Карлсруе і Штутгарт. У боях у німецькому Шварцвальді французька армія розгромила німецький 18-й корпус СС. Останні бої об'єднання вело у південній Німеччині, знищуючи залишки ворожих військ.

## Командування

### Командувачі
1-ша світова війна
- армійський генерал Огюст Дюбай (фр. Auguste Dubail) (2 серпня 1914 — 5 січня 1915);
- дивізійний генерал П'єр Рок (фр. Pierre Roques) (5 січня 1915 — 16 березня 1915);
- армійський генерал Олівер Мазель (фр. Olivier Mazel) (16 — 31 березня 1916);
- дивізійний генерал Огюстен Жерар (фр. Augustin Gérard) (31 березня — 31 грудня 1916);
- дивізійний генерал Марі Еміль Файоль (фр. Augustin Gérard) (31 грудня 1916 — 6 травня 1917);
- дивізійний генерал Жозе Альфред Мішеле (фр. Joseph Alfred Micheler) (6 травня — 1 червня 1917);
- дивізійний генерал Анрі Жозеф Гуро (фр. Henri Joseph Eugène Gouraud) (1 — 15 червня 1917);
- дивізійний генерал Франсуа Антой (фр. François Anthoine) (15 червня — 21 грудня 1917);
- дивізійний генерал Марі-Ежен Дебені (фр. Marie-Eugène Debeney) (21 грудня 1917 — листопад 1918).

2-га світова війна (1939—1940)
- армійський генерал Жорж Бланшар (фр. Georges Blanchard) (2 вересня 1939 — 26 травня 1940);
- корпусний генерал Рене Пріо (фр. René Prioux) (26 — 29 травня 1940).

2-га світова війна (1944—1945)
- армійський генерал Жан Марі де Латр де Тассиньі (25 вересня 1944 — 1 серпня 1945).